# П'ї
П'ї (Пром) (бірм. ပြည်မြို့, MLCTS = prany mrui.) — місто на південному заході М'янми, на території адміністративного округу Пегу. Адміністративний центр однойменного району.

## Географія
Місто знаходиться в північно-західній частині провінції, на лівому березі річки Іраваді, на відстані приблизно 130 кілометрів на північний захід від столиці країни Нейп'їдо. Абсолютна висота — 45 метрів над рівнем моря.

### Клімат
Місто знаходиться у зоні, котра характеризується кліматом тропічних саван. Найтепліший місяць — квітень із середньою температурою 31.7 °C (89.1 °F). Найхолодніший місяць — січень, із середньою температурою 23.7 °С (74.7 °F).
| Клімат П'ї              | Клімат П'ї | Клімат П'ї | Клімат П'ї | Клімат П'ї | Клімат П'ї | Клімат П'ї | Клімат П'ї | Клімат П'ї | Клімат П'ї | Клімат П'ї | Клімат П'ї | Клімат П'ї | Клімат П'ї |
| Показник                | Січ.       | Лют.       | Бер.       | Квіт.      | Трав.      | Черв.      | Лип.       | Серп.      | Вер.       | Жовт.      | Лист.      | Груд.      | Рік        |
| Середній максимум, °C   | 30,3       | 32,3       | 34,6       | 36,6       | 33,5       | 30,6       | 30,2       | 29,8       | 30,8       | 31,6       | 31,2       | 30         | 31,8       |
| Середня температура, °C | 23,7       | 25,8       | 29,4       | 31,7       | 30,9       | 27,9       | 27,5       | 27,6       | 28,1       | 28,1       | 26,3       | 23,9       | 27,6       |
| Середній мінімум, °C    | 16         | 16,7       | 19,5       | 23,9       | 24,9       | 24,4       | 24,3       | 24         | 24,1       | 23,7       | 21,2       | 17,5       | 21,7       |
| Норма опадів, мм        | 2.2        | 1          | 1.1        | 11.9       | 155.5      | 426.3      | 639.5      | 281.5      | 278.2      | 147.4      | 50.7       | 4.6        | 1999.9     |
| Днів з опадами          | 0,5        | 0,3        | 0,4        | 2,2        | 14,3       | 24,7       | 27,6       | 27,3       | 20,9       | 11,7       | 4,4        | 0,9        | 135,2      |
| Вологість повітря, %    | 63.8       | 57.8       | 57.9       | 58.7       | 71.1       | 81.5       | 83.4       | 84.6       | 81.9       | 79.1       | 73.7       | 68.7       | 71.9       |
| ----------------------- | ---------- | ---------- | ---------- | ---------- | ---------- | ---------- | ---------- | ---------- | ---------- | ---------- | ---------- | ---------- | ---------- |
| Джерело: Weatherbase    |            |            |            |            |            |            |            |            |            |            |            |            |            |

## Населення
За даними офіційного перепису 1983 року, населення складало 83 332 осіб.
Динаміка чисельності населення міста по роках:
| 1983  | 1993   | 2013   |
| ----- | ------ | ------ |
| 83332 | 105698 | 157777 |

## Економіка і транспорт
В околицях міста вирощують рис, бавовну, тютюн, а також кремові яблука. Розвинене шовківництво.
Сполучення П'ї з іншими містами здійснюється за допомогою залізничного і автомобільного транспорту.
На східній околиці міста розташований аеропорт (ICAO: VYPY, IATA: PRU).

## Пам'ятки
У центральній частині П'ї знаходиться пагода Швесандо, у якій, за переказами, зберігаються кілька волосинок Будди. Також в околицях міста розташовані руїни Шрі-Ксетра, столиці стародавнього царства П'ю.